# Iglesia de San Pedro (Orrit)
La iglesia de San Pedro es la iglesia parroquial románica del pueblo de Orrit, perteneciente al término municipal de Tremp, dentro de la provincia de Lérida, España.
Es una iglesia directamente poco documentada a lo largo de la historia, pero, en cambio, aparece mencionada en documentos ajenos a Orrit. Su historia está estrechamente ligada a la del castillo, con todas las disputas y litigios incluidos. Perteneció inicialmente a Alaón, pero alrededor del 1100 el conde Pere Ramon de Pallars Jussá, con sus hermanos Arnau y Bernat, la dieron al Monasterio de Santa María de Mur, donde construían su panteón familiar. También estuvo relacionada, aunque parece que indirectamente, con la Encomienda de Susterris.
Es un edificio de una nave cubierta con bóveda de cañón semicircular, con tres arcos torales a lo largo de la nave. A levante se encuentra el ábside semicircular, unido a la nave por un arco prebiteral. Tiene arcos lombardos en la cabecera. En el ábside y la fachada oeste se encuentran dos ventanas de doble derrame. En la fachada de mediodía hay un campanario de torre, de forma prismática y planta cuadrada. Está formado por tres niveles de aperturas. En la planta baja tiene dos aspilleras mirando al sur, más arriba, dos ventanas de arco de medio punto y derrame recto, en parte tabicadas actualmente, y una única ventana como las anteriores, pero más ancha, al tercer nivel.
La parte baja del campanario, que se abre a la iglesia, fue habilitada como capilla, y se construyó otra en el lado norte más modernamente, momento en que también se construyó la sacristía, en el ángulo sureste , entre el ábside y el campanario, y el coro a los pies de la nave, en la escalera de acceso al que hay aprovechado como escalón un bloque de mármol decorado con una moldura.
Esta iglesia presenta soluciones constructivas como las que se dan en San Vicente de Cardona, como el uso de contrafuertes que se convierten en elementos decorativos. Todo ello, es una obra de la plenitud del siglo XI.